# 主水之助七番勝負〜徳川風雲録外伝〜
『主水之助七番勝負』（もんどのすけななばんしょうぶ）は、2008年の新春ワイド時代劇「徳川風雲録 八代将軍吉宗」に登場する土屋主水之助を主役としたスピンオフ作品で、テレビ東京の時代劇テレビドラマ。月曜時代劇枠で2008年10月20日から12月8日まで放送された。字幕放送と地上デジタル放送では連動データ放送を実施。2006年から始まったテレビ東京連続時代劇は、本作で連続作品の制作は最後となった（スペシャル版の制作は継続）。
BSジャパンでも、月曜〜金曜 9:00 - 9:52で2013年2月11日から2月20日まで放送された。

## ストーリー
世は八代将軍・徳川吉宗の時代。直参旗本の若隠居・土屋主水之助は武者修行で全国を行脚する中、吉宗の危機を救ったことで絶大な信頼を得ていた。
主水之助は吉宗から亀田藩藩主が暗殺されたことを知らされる。その手口から主水之助は15年前、剣術の師匠・伊藤一刀斎を殺した宿敵・大峰ノ善鬼の仕業と見抜くが、善鬼は5年前、上田藩に捕えられ死罪になったはずだった。
一刀斎の仇討ちという人生の目的を失い途方に暮れる主水之助だったが、実際には善鬼は処刑されておらず、血に飢えた獣が世に解き放たれていたことを知る。暗殺稼業を生業に全国を流浪する善鬼を追って主水之助は旅に出る。
善鬼に父親を殺された村松藩藩士村井新太郎・秋津の姉弟は主水之助に助太刀を申し出るが、拒否される。村井姉弟は主水之助に反発しながらも共に善鬼を追う旅を続ける中で、さまざまな剣豪たちと出会い対決していく。悲しい人間模様も織り交ぜられ、男の生き方が描かれる。

## スタッフ
- 原作：柴田錬三郎「徳川太平記」「剣鬼」
- 監督：一倉治雄（第1話,第6話,第7話）、森本浩史（第2話,第3話）橋本一（第4､5話）
- 脚本：酒井直行（第1話,第2話,第6話、第7話）、池田政之（第3話）、岡本さとる（第4話）、奥村俊雄（第5話）
- 音楽：大島ミチル
- プロデューサー：佐々木彰、山鹿達也、小林由幸
- 製作：テレビ東京、東映

## 主な登場人物
- 土屋主水之助：松平健
- 大峰ノ善鬼：三田村邦彦
- 村井秋津：佐藤藍子
- 利兵衛：松永吉訓
- 村井新太郎：加治将樹
- お勢伊：かたせ梨乃

## 主なゲスト
第1話
- 徳川吉宗：中村雅俊
- 人面狼之助：西村和彦
- 千早：北川弘美
- 山賀玄藩：片岡弘鳳
- 佐々勇次郎：鷲生功
- 虎吉：大鷹明良
- 倉田孝右衛門：大木聡
- 市松：真砂皓太
- 松蔵：司裕介
- 坊主：窪田弘和
- 小坊主：中川峰男
- 近藤：床尾賢一
- 覆面の武士：木谷邦臣
- 伊藤一刀斎：峰蘭太郎
- 村井伝次郎：草見潤平

第2話
- 人斬り斑平：水橋研二
- 藩主の側室・三奈：竹本聡子
- 樋口利成：深水三章
- 工藤：須藤雅宏
- 雲龍院：田中綾子
- 内藤高次郎：樋口浩二
- 塚本：黒沼弘己
- 西条：本山力
- 斑平（少年時代）：小林翼
- 三奈（少女時代）：伊藤綺夏
- 浅田祐二、藤沢徹衛、山根誠示、小泉敏生

第3話
- 林亀之助：山口馬木也
- 江馬右馬丞：中村俊太
- 佐兵次：長谷川朝晴
- 秦野内記：石山輝夫
- 山野辺弦斎：平松慎吾
- 伊藤一刀斎：峰蘭太郎
- 江馬治部右衛門：下元年世
- 柿屋市右衛門：吉田信夫
- 井上久男、杉山幸晴、白井哲也、木谷邦臣、辻俊成

第4話
- 平田壱岐：美木良介
- 蔦吉：宮本真希
- 龍神の佐吉：四方堂亘
- 塩尻の千太：遠山俊也
- 青火の助五郎：岡田正典
- 沖山紋蔵：谷口高史
- 森岡：細川純一
- 奥村：吉田輝夫
- 直助：竜川剛
- 猪熊：勝野賢三
- 小林浩三、北村明夫、珠川真一、山本道俊

第5話
- おみね：筒井真理子
- 真鍋久蔵：永澤俊矢
- 野上頼母：井上高志
- 川村一馬：柴田善行
- 白井恭介：西村匡生
- 戸田兵庫：木村康志
- 神島鉄斎：西山清孝
- 仁吉：いわすとおる
- 田井克幸、高橋弘志、保村元治、辻村綾二、大林敬典、西村龍弥、前川恵美子、大山祐、松場優樹

第6話
- 井川北斗：堤大二郎
- お初：山口香緒里
- 村井伝次郎：草見潤平
- 岩垣与力：大場順
- 広本源七郎：松澤一之
- 浦辺忠友：大高洋夫
- 猪俣：石倉英彦
- 蝶川：瀬野和紀
- 松蔵：蟷螂襲
- 竹蔵：隈本晃俊
- 三石清右衛門：水上保広
- 恵比須屋宗兵衛：伊庭剛
- 梅蔵：杉山幸晴
- 同心：下元好佳
- 神主：波多野博
- 鹿内：石川栄二
- 松原健司、川鶴晃裕、櫻井忍、山田夏輝（回想）

第7話
- 樋口利次：伊藤高
- 樋口末三郎：坂西良太
- 歌奴：滝ありさ
- 樋口の手下の一人：福本清三
- 樋口利成（回想）：深水三章
- 村井伝次郎（回想）：草見潤平
- 伊藤一刀斎（回想）：峰蘭太郎
- 信太郎（回想・子役）：山田夏輝
- 夜鷹：平井三智栄

## サブタイトル
| 各話                                                      | 放送日         | サブタイトル                        | 視聴率 |
| --------------------------------------------------------- | -------------- | ----------------------------------- | ------ |
| 第1話                                                     | 2008年10月20日 | 満月の夜に妻を切る剣鬼              | 7.9%   |
| 第2話                                                     | 2008年10月27日 | 人斬り班平                          | 5.2%   |
| 第3話                                                     | 2008年11月3日  | 仇討ち無用!                         | 4.5%   |
| 第4話                                                     | 2008年11月10日 | 芸者が惚れた死神                    | 5.1%   |
| 第5話                                                     | 2008年11月17日 | 夫の恨み晴らします7年耐え、仇討つ妻 | 4.6%   |
| 第6話                                                     | 2008年12月1日  | 魔剣…妹を殺された腰抜け同心の逆襲！ | 4.8%   |
| 最終話                                                    | 2008年12月8日  | 剣鬼激突！15年ぶり宿命の決闘        | 5.6%   |
| 平均視聴率5.39%（視聴率は関東地区・ビデオリサーチ社調べ） |                |                                     |        |

※初回は2時間スペシャル（19:00〜20:54）
※11月24日は和風総本家2時間スペシャルのため休止